# Argyrarcha margarita
Argyrarcha margarita är en fjärilsart som beskrevs av W. Warren 1892. Argyrarcha margarita ingår i släktet Argyrarcha och familjen Crambidae. Inga underarter finns listade i Catalogue of Life.